# Ardalan

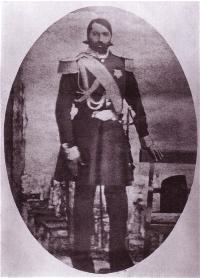
Amanollah Khan Ardalan, Wali di Ardalan (1846–1848, 1860–1867)

Ardalan (in curdo میرنشینی ئەردەڵان‎) fu un vassallaggio ereditario curdo nell'Iran occidentale dal XIV secolo circa fino al 1865 o 1868  con Sanandaj come capitale. Il territorio corrispondeva all'incirca all'attuale provincia iraniana del Kurdistan e i governatori erano fedeli all'Impero Qajar. Baban era il suo principale rivale. Il gorani era la lingua letteraria e lingua franca. Caduto il vassallaggio, le opere letterarie in gorani cessarono.

## Storia
La famiglia regnante di Ardalan apparteneva alla tribù Bani Ardalan, il cui nome potrebbe essere stato acquisito da un rango turco. La famiglia regnante si considerava discendente da Saladino (1174-1193), il fondatore della dinastia Ayyubide (1171-1260/1341). Altre storie del folklore tribale affermano che emerse durante l'era sasanide (244-651) o all'inizio di quella abbaside (750-1258). Una fonte sostiene che la famiglia regnante discendesse dal primo monarca sasanide, Ardashir I (224-242). Secondo Sharaf al-Din Bitlisi, il celebre storico curdo, il primo capo conosciuto della tribù, Bani Ardalan, era un discendente di Nasr al-Dawla Ahmad ibn Marwan, che era il sovrano dell'Emirato Marwanide nel 1011-1061 centrato a Diyar Bakr. Si stabilì tra i curdi Goran in Kurdistan e verso la fine del periodo mongolo rilevò la regione di Sharazor, dove si affermò come sovrano assoluto.

## Letteratura
Sotto Halo Khan Ardalan e il suo successore Khan Ahmad Khan Ardalan, le città di Ardalan furono restaurate. I regnanti sostennero anche scrittori e poeti che scrivevano in arabo, persiano e soprattutto in gorani, una lingua che era molto più parlata di quanto non lo sia adesso.
Nell'Ottocento, Mah Sharaf Khanom Mastoureh Ardalan, o Mastura Ardalan (nata a Sanandaj nel 1805), oltre che poetessa e scrittrice, fu forse l'unica storiografa donna del Medio Oriente fino alla fine del diciannovesimo secolo.